# Contrato de gestión de servicios públicos
El Contrato de gestión de servicios públicos (también denominado Contrato de gestión indirecta) es un tipo de contrato relativo al régimen de contratación del sector público en España. Su regulación esencial estaba contenida en la Ley 30/2007, de 30 de octubre, de Contratos del Sector Público, sustituida por el Texto Refundido aprobado por Real Decreto Legislativo 3/2011 de 14 de noviembre. No obstante la actual regulación la encontramos en la Ley 9/2017, de 8 de noviembre, de Contratos del Sector Público.
Se trata de un contrato en el que la Administración contratante encomienda a un contratista la gestión de un servicio de su competencia. La Ley excluye expresamente los supuestos en que tal competencia se encomienda a un Organismo público o a una sociedad de Derecho privado de titularidad pública.

## Ámbito
La Ley de Contratos permite que la Administración gestione indirectamente, a través de un contrato de gestión de servicios públicos, los servicios públicos que sean de su competencia. No obstante, se imponen ciertos límites, de manera que no serán susceptibles de gestión indirecta aquellos servicios que no sean susceptibles de explotación por los particulares, o los que supongan el ejercicio de autoridad.
Por otra parte, el contrato de gestión de servicios públicos habrá de señalar necesariamente el ámbito funcional y territorial en el que se aplica.

## Modalidades
Las diversas modalidades que puede adoptar el contrato de gestión de servicios públicos vienen contempladas en el artículo 277 de la Ley de Contratos del Sector Público, siendo las siguientes:
- Concesión: El empresario gestionará el servicio a su propio riesgo y ventura.
- Gestión interesada: La Administración y el empresario participarán en los resultados de la explotación del servicio en la proporción que se establezca en el contrato.
- Concierto: Celebrado con quien venga realizando prestaciones análogas a las que constituyen el servicio público de que se trate.
- Sociedad de economía mixta: Participación concurrente de Administración y particulares en una empresa que se encarga de la gestión del servicio público.

## Duración
La Ley prohíbe expresamente los contratos de duración perpetua o indefinida. El plazo de duración habrá de quedar estipulado en los pliegos de cláusulas administrativas particulares, que tendrán como límite los siguientes plazos:
- Cincuenta años en los contratos que comprendan la ejecución de obras y la explotación de servicio público, salvo que este sea de mercado o lonja central mayorista de artículos alimenticios gestionados por sociedad de economía mixta municipal, en cuyo caso podrá ser hasta sesenta años.
- Veinticinco años en los contratos que comprendan la explotación de un servicio público no relacionado con la prestación de servicios sanitarios.
- Diez años en los contratos que comprendan la explotación de un servicio público cuyo objeto consista en la prestación de servicios sanitarios, a menos que se incluya la ejecución de obras, en cuyo caso, el plazo máximo será de cincuenta años.

## Procedimiento

### Preparación
Antes de la celebración de un contrato de gestión de servicios públicos, se ha de perfilar el régimen jurídico de dichos servicios, delimitando las competencias administrativas, el alcance de las prestaciones en favor de los administrados, y los aspectos de carácter jurídico, económico y administrativo relativos a la prestación del servicio.
Por otra parte, los pliegos de cláusulas administrativas particulares y de prescripciones técnicas habrán de establecer las condiciones de prestación del servicio, las tarifas a abonar, el procedimiento para revisarlas, y el canon que percibe la Administración.
Por otra parte, la Ley contempla la posibilidad de que el contrato comprenda la ejecución de obras, en cuyo caso se elaborará un anteproyecto de obras y un anteproyecto de explotación, rigiendo la regulación referida al contrato de concesión de obras públicas.

### Ejecución
Tras la adjudicación, perfección y formalización, que seguirán el régimen general de la contratación del sector público, se producirá la ejecución del contrato, respecto a la que la Ley plantea diversas particularidades para el contrato de gestión de servicios públicos.
Durante la ejecución, el contratista habrá de cumplir una serie de obligaciones en la gestión del servicio público. De esta manera, deberá prestar el servicio con la continuidad convenida y garantizar a los particulares el derecho a utilizarlo en las condiciones que hayan sido establecidas y mediante el abono, en su caso, de la contraprestación económica comprendida en las tarifas aprobadas.
Así mismo, habrá de cuidar del buen orden del servicio, pudiendo dictar las oportunas instrucciones, sin perjuicio de los poderes de policía que correspondan a la Administración para garantizar el buen funcionamiento del servicio público. También se atribuye un deber de indemnizar los daños causados a terceros; y la obligación, en el marco de la celebración de contratos de suministros que deriven del contrato de gestión, de no discriminar por razón de nacionalidad a empresas comunitarias o firmantes del Acuerdo sobre Contratación Pública de la Organización Mundial del Comercio.
Finalmente, la Ley permite la modificación del contrato por parte de la Administración, si bien configura un régimen jurídico tendente a restablecer el equilibrio económico y financiero previo a la modificación, algo que también regirá si dicho equilibrio se rompe por causa de fuerza mayor. La Ley, en lo relativo a las medidas para dicho restablecimiento, menciona expresamente la modificación de las tarifas a abonar por los usuarios, la reducción del plazo del contrato, o su prórroga durante un plazo que no podrá exceder de la décima parte del plazo original.